# Parafia Świętych Apostołów Piotra i Pawła w Cieplicach-Rudce
Parafia Świętych Apostołów Piotra i Pawła w Cieplicach-Rudce − parafia rzymskokatolicka znajdująca się w archidiecezji przemyskiej w dekanacie Sieniawa. 

## Historia
Cieplice początkowo należały do parafii w Sieniawie. W 1968 roku dekretem bpa Ignacego Tokarczuka została erygowana parafia Cieplice-Rudka, z wydzielonego terytorium parafii w Kolonii Polskiej (Cieplice Górne) i parafii w Sieniawie (Rudka).
Na kościół parafialny w Cieplicach zaadaptowano dawną cerkiew, a na kościół filialny w Rudce zaadaptowana dawną cerkiew.
Na terenie parafii jest 995 wiernych (w tym: Cieplice Górne – 435, Rudka – 560).
Proboszczowie parafii:
1968–1982. ks. Józef Bożętka.
1982– ?. ks. Jan Mromliński.
2002– nadal ks. Jacek Ćwikła.